# Walhain
Walhain (vallonska Walin) är en kommun i den franskspråkiga provinsen Vallonska Brabant och det geografiska centrum av Belgien. Den består av de tre ortsdelarna Nil-Saint-Vincent-Saint-Martin, Tourinnes-Saint-Lambert och Walhain-Saint Paul. Walhains angränsande kommuner är Chastre, Mont-Saint-Guibert, Chaumont-Gistoux, Incourt och Perwez i Vallonska Brabant och Gembloux i Namur.

## Geografiskt läge

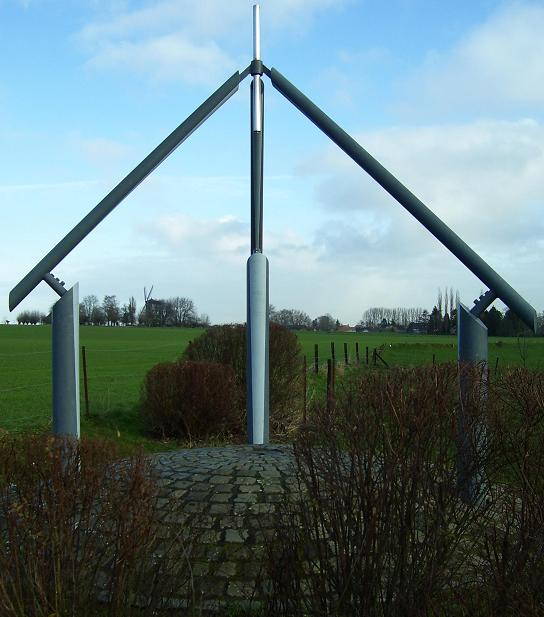
Belgiens centrum

Belgiens geografiska centrum ligger i Walhain, i bäcken Nils dal vid Nil-Saint-Vincent (50°38′28″N 4°40′5″Ö / 50.64111°N 4.66806°Ö). Den markeras av ett monument som arkitekten Bernard Defrenne har ritat. Monumentet står på en sockel som föreställer jordytan. I sockeln befinner sig 12 lampor för de 12 EG-staterna. Tre pelare som symboliserar Belgiens tre regioner bär en pyramid. I dess mitt finns ett rostfritt stålrör som visar på Belgiens geografiska centrum. Tre inskrifter informerar på de officiella belgiska språken nederländska, franska och tyska om betydelsen av monumentets olika delar. Invigningen ägde rum den 22 augusti 1998.

## Politik
Kommunfullmäktige (Conseil Communal) har 17 medlemmar varav fyra så kallade Echevins och borgmästaren bildar ett kollegium (Collège) med speciella ansvarigheter.